# 上野赤井氏
赤井氏（あかいし）は、日本の氏族。中世の上野国邑楽郡佐貫荘（現・群馬県館林市周辺）に拠った武士。居城は館林城。

## 出自
赤井氏の出自には清和源氏（河内源氏）説（館林市善長寺伝来の「源姓赤井氏系図」）、藤原北家藤原小黒麻呂の後裔説（『両毛外史』）、藤原北家秀郷流佐貫氏一族説などあるが疑わしい。
同時代史料としては、宗祇の歌集『老葉』に、赤井氏とみられる綱秀がみえ、文屋康秀の後裔とされている。少なくとも文屋真人姓を名乗っていたらしい。

## 歴史
佐貫荘は、藤原秀郷流の佐貫氏が拠った土地で、室町時代以降は佐貫氏庶流の舞木氏が支配していた。赤井氏の初出は永享10年（1438年）の永享の乱で、舞木持広の寄騎として赤井若狭守がみえている。赤井氏は舞木氏の被官であった。
15世紀の中ごろに佐貫荘関係の文書で舞木氏の姿が見えなくなり、代わって赤井氏が頻出してくることから、この頃に下克上が起こって赤井氏が佐貫荘を掌握したとされる。
文正元年（1466年）から文明2年（1470年）には赤井綱秀がいた（『老葉』）。また大永8年（1528年）には高秀・重秀父子がみえる（「職原仮真愚抄」）。
文明3年（1471年）には、享徳の乱のなかで足利成氏方であった高師久（高氏）の拠る館林城が上杉氏により落城した（佐貫合戦）。このときの館林城主は舞木氏配下の赤井文三（文屋三郎）・文六（文屋六郎）両人で、当時の赤井氏は異なる名乗りの2流（文三系と文六系）が存在していた。文三系は信濃守、文六系は刑部少輔・若狭守の官職を受け継いだとみられる。
館林落城での赤井氏に関して『館林市史』は、文三を綱秀、文六を高秀ではないかと指摘している。
大永8年にみえる重秀の娘は妙印尼といい、由良成繁に嫁いで国繁を生んでいる。
館林落城後も、赤井氏は館林城を拠点に活動した。小泉城の冨岡氏と協調したという。天文16年（1547年）には赤井千代増丸が足利晴氏方でみえる（天文16年足利晴氏感状）。しかし後北条氏の勢力が迫ってくると、冨岡氏とともにこれに従った。
永禄3年（1560年）、長尾景虎が上杉憲政を奉じて上野国へ侵攻してきたが、赤井氏は伊勢崎の那波氏・小泉の冨岡氏と同じく後北条氏に通じて景虎に従わなかった。そのため、永禄5年（1562年）館林城主・赤井文六は上杉謙信（長尾景虎）に攻撃され落城の憂き目にあった。文六は忍へ逃亡するが以後は消息不明となり、赤井氏は滅亡した。
一方、『館林記』など館林に伝わる伝説によれば、赤井氏は上野青柳城を本拠としていたが、赤井照康（勝光）が弘治2年（1556年）に館林城を築き移ったといい、その子・文六照景のとき館林城落城に遭ったという。かつてはこの伝説が通説とされたが、その後『館林記』などの史料的価値は低いとされており、照康・照景と赤井氏との関連は不明となっている。